# Matteo Tosetti
Matteo Tosetti (Intragna, 15 febbraio 1992) è un calciatore svizzero, centrocampista del Locarno.

## Statistiche

### Presenze e reti nei club
Statistiche aggiornate al 26 maggio 2016.
| Stagione          | Squadra           | Campionato        | Campionato | Campionato | Coppe nazionali | Coppe nazionali | Coppe nazionali | Coppe continentali | Coppe continentali | Coppe continentali | Altre coppe | Altre coppe | Altre coppe | Totale | Totale |
| Stagione          | Squadra           | Comp              | Pres       | Reti       | Comp            | Pres            | Reti            | Comp               | Pres               | Reti               | Comp        | Pres        | Reti        | Pres   | Reti   |
| ----------------- | ----------------- | ----------------- | ---------- | ---------- | --------------- | --------------- | --------------- | ------------------ | ------------------ | ------------------ | ----------- | ----------- | ----------- | ------ | ------ |
| 2008-2009         | Locarno           | CL                | 1          | 0          | CS              | 0               | 0               | -                  | -                  | -                  | -           | -           | -           | 1      | 0      |
| 2009-2010         | Locarno           | CL                | 1          | 0          | CS              | 0               | 0               | -                  | -                  | -                  | -           | -           | -           | 1      | 0      |
| Totale Locarno    | Totale Locarno    | Totale Locarno    | 2          | 0          |                 | 0               | 0               |                    | -                  | -                  |             | -           | -           | 0      | 0      |
| 2010-2011         | Young Boys        | SL                | 6          | 0          | CS              | 1               | 0               | UCL+UEL            | 0+0                | 0+0                | -           | -           | -           | 7      | 0      |
| 2011-2012         | Young Boys U-21   | 1.L               | 14         | 2          | -               | -               | -               | -                  | -                  | -                  | -           | -           | -           | 14     | 2      |
| Totale Young Boys | Totale Young Boys | Totale Young Boys | 6          | 0          |                 | 1               | 0               |                    | -                  | -                  |             | -           | -           | 7      | 0      |
| 2011-2012         | Wohlen            | CL                | 13         | 0          | CS              | -               | -               | -                  | -                  | -                  | -           | -           | -           | 13     | 0      |
| 2012-2013         | Wohlen            | CL                | 36         | 2          | CS              | 2               | 0               | -                  | -                  | -                  | -           | -           | -           | 38     | 2      |
| Totale Wohlen     | Totale Wohlen     | Totale Wohlen     | 49         | 2          |                 | 2               | 0               |                    | -                  | -                  |             | -           | -           | 51     | 2      |
| 2013-2014         | Lugano            | CL                | 34         | 4          | CS              | 2               | 0               | -                  | -                  | -                  | -           | -           | -           | 36     | 4      |
| 2014-2015         | Lugano            | CL                | 30         | 2          | CS              | 3               | 0               | -                  | -                  | -                  | -           | -           | -           | 33     | 2      |
| 2015-2016         | Lugano            | SL                | 19         | 2          | CS              | 5               | 2               | -                  | -                  | -                  | -           | -           | -           | 24     | 4      |
| Totale Lugano     | Totale Lugano     | Totale Lugano     | 83         | 8          |                 | 10              | 2               |                    | -                  | -                  |             | -           | -           | 93     | 10     |
| Totale carriera   | Totale carriera   | Totale carriera   | 154        | 12         |                 | 13              | 2               |                    | -                  | -                  |             | -           | -           | 167    | 14     |

## Palmarès

### Club

#### Competizioni nazionali
- Challenge League: 1

Lugano: 2014-2015